# Cop d'estat del juliol del 1936 a Barcelona
El Cop d'Estat del juliol de 1936 a Barcelona, també conegut com a batalla de Barcelona, són els esdeveniments succeïts a la capital de Catalunya arran de la rebel·lió militar que va donar origen a la Guerra Civil espanyola. El general Manuel Goded es va posar al capdavant de les forces revoltades que van intentar prendre el control de diversos punts de la ciutat. L'intent colpista, però, va fracassar gràcies a l'oposició de les forces lleialistes i les diverses milícies antifeixistes. El General Goded es va rendir al President de la Generalitat Lluís Companys l'endemà de l'inici de les hostilitats.

## Antecedents

### Barcelona durant la Segona República
Barcelona, capital de Catalunya, havia estat un tradicional bastió del republicanisme espanyol des del segle xix i la ciutat va mostrar-se a favor de la proclamació de la República després de les eleccions municipals del 12 d'abril de 1931 guanyades per Esquerra Republicana de Catalunya. Això va motivar que el Catalanisme polític es manifestés aviat com una força política considerable, restablint-se la Generalitat de Catalunya el 21 d'abril de 1931, després de negociacions entre Francesc Macià i el govern de la república, la qual cosa introduïa un nou element addicional a les lluites d'esquerres i dretes durant el període republicà. Durant la Revolució d'Astúries de 1934, els nacionalistes catalans d'esquerres, dirigits per Lluís Companys, van tractar de proclamar un «Estat català dins de la República Federal Espanyola» en el que es coneixeria com els Fets d'Octubre, però la revolta va mancar de suport armat i Companys va capitular amb els seus seguidors l'endemà. Entre els líders nacionalistes catalans hi havia certament una major identificació amb l'esquerra espanyola que recolzava les reivindicacions autonomistes mentre que la dreta, havia empresonat el govern de la Generalitat de Catalunya durant el conegut com Bienni negre.
En aquest context, Barcelona era la segona ciutat més poblada d'Espanya el seu principal port comercial al Mediterrani, una forta plaça comercial i bancària, i posseïa majors nuclis industrials que Madrid, pel qual cosa, dins de la ciutat convivien tant els majors sindicats d'Espanya com les principals firmes comercials de la gran burgesia espanyola.

### Trama colpista
Després de la rebel·lió, el govern de la Segona República Espanyola presidit per Santiago Casares Quiroga va buscar assegurar-se la lleialtat de les guarnicions militars a la península Ibèrica, després de confirmar que a la tarda del 17 de juliol ja s'havien revoltat les tropes acantonades al Protectorat Espanyol al Marroc i a la província de Navarra. Les altres guarnicions d'Espanya encara no mostraven signes d'oberta rebel·lió a trenc d'alba del 18 de juliol però es temia que en qualsevol moment esclatessin revoltes similars.
A Barcelona els oficials afectes a l'alçament havien aconseguit reunir una gran força, obtenint l'adhesió de gran nombre de militars, així com de voluntaris dretans i de la Falange, encara que els revoltats no havien assegurat cap suport de la Guàrdia d'Assalt ni de la Guàrdia Civil. Durant la tarda del 18 de juliol els caps de la Generalitat de Catalunya, liderats per Companys, havien negat la petició de la CNT i la UGT de lliurament d'armes al poble (és a dir, donar fusells i munició als esmentats sindicats), pel temor a un esclat de violència i per evitar la preponderància d'aquestes organitzacions, molt esquerranes i que no sempre obeïen els dictats del govern.
El general en cap de la 4a Divisió Orgànica, amb base a la capital catalana, havia advertit els seus oficials que, encara que personalment donava suport al partit Unió Republicana, si les circumstàncies l'obligaven a escollir entre dos moviments extremistes, no vacil·laria a fer costat al comunisme abans que al feixisme. Entre els que van sentir aquestes paraules hi havia els dirigents del cop planejat per a l'endemà, inclòs el general de cavalleria Álvaro Fernández Burriel, que havia de prendre el comandament de la rebel·lió a Barcelona fins que arribés el General Goded. El seu pla era que els 5000 soldats, aproximadament, que hi havia a les diferents casernes de la perifèria de la ciutat convergissin a la Plaça de Catalunya. Suposaven que, després d'això, seria fàcil dominar la ciutat. Els rebels esperaven l'arribada en avió del general Goded des de Mallorca el dia 18, que hauria de liderar la sublevació a Barcelona en concordança amb els altres caps facciosos. El prestigi de Goded, dretà convençut i enemic de tota concessió a l'esquerra, hauria d'alinear les tropes barcelonines en un moviment contra la República, i assegurar als alçats la possessió d'aquesta important ciutat. No obstant això, l'espera dels rebels a Barcelona i les informacions arribades des del Marroc i Sevilla a tota la Península feien inviable comptar amb el factor sorpresa.
La impaciència de la CNT creixia donat que els seus afiliats ja havien conegut al llarg del dia els esdeveniments colpistes del Marroc, Navarra i, sobretot, Sevilla i, en no rebre les armes de la Generalitat de Catalunya, van començar a fer provisió dels seus arsenals secrets. Els socialistes de la UGT, per la seva part, s'apropiaven de la dinamita dipositada al port i al capvespre del 18 de juliol preparaven bombes casolanes amb aquella dinamita. Durant la matinada del dia 19 va seguir l'activitat preparatòria dels sindicats, que esperaven com a inevitable un xoc amb militars alçats. Per la seva part la CNT va assaltar diversos dipòsits d'armes de la ciutat, inclòs el vell vaixell-presó Uruguai, fondejat al port. Un cop proveïda, va convocar una vaga general per a l'endemà al matí, i es va preparar per a la lluita. Però, fins i tot amb aquesta situació d'escalada, Llano de la Encomienda informà Companys que tot estava tranquil a les guarnicions. Va ser un greu error del militars republicans considerar controlada la situació. Companys no compartia aquesta creença i no va aconseguir agafar el son, per la qual cosa va sortir a passejar per les Rambles, on va confirmar les seves pitjors sospites: A les quatre del matí va tenir notícia que tropes sota el comandament del comandant José López-Amor havien sortit del Quarter del Bruc, a l'oest de la ciutat, i es dirigien cap a la Plaça de Catalunya.

## Lluites a Barcelona

### 19 de juliol

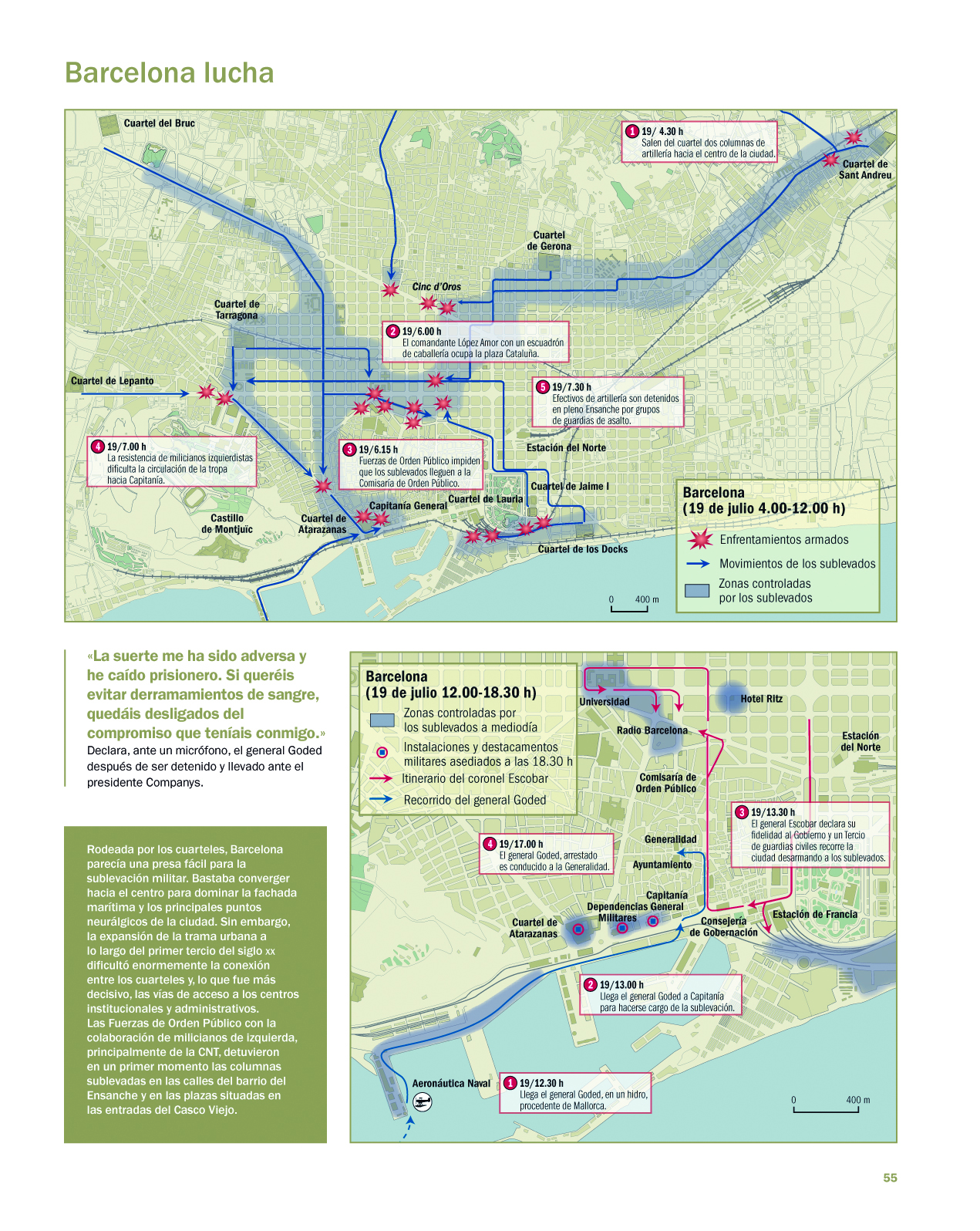
Mapa dels combats a Barcelona el 19 de juliol de 1936.

Encara sense comptar amb la presència del general Goded, els rebels de Barcelona dirigits pel comandant López Amor van sortir als carrers barcelonins a trenc d'alba de diumenge 19 de juliol de 1936 i el Regiment d'Infanteria N° 13 es dirigí a ocupar els punts claus de la ciutat. Poc després se'ls van unir el Regiment de Cavalleria de Montesa i el Regiment de Dracs de Santiago, tots dirigits per oficials revoltats. Se'ls va unir també una bateria del 7è Regiment Lleuger d'Artilleria. Als soldats els havien despertat molt aviat a les casernes i havien rebut una generosa ració de conyac. A uns se'ls va dir que havien d'anar a aixafar un aixecament anarquista, i a altres que anaven a desfilar per la ciutat en honor de l'Olimpíada Popular, que s'estava desenvolupant aquelles dates. Per desconcertar els republicans, els soldats van rebre ordres dels seus oficials d'aixecar el puny. Els Mossos d'Esquadra, dirigits pels coronels Escofet i Pérez Farràs, es van mantenir lleials a la Generalitat com ja havien fet el 1934. La columna d'infanteria, sota el comandament de López-Amor, va arribar fins a la Plaça de Catalunya i va aconseguir l'edifici de la Telefònica mitjançant un estratagema, però no va poder fer res més. Els oficials que dirigien la rebel·lió van ser incapaços d'executar el seu pla quan es van trobar amb la forta resistència de les forces de seguretat i les milícies obreres. L'aeròdrom del Prat (junt amb l'esquadrilla aèria que hi estava destinada) s'havia mantingut fidel al govern gràcies a la decidida acció del seu comandant, el Coronel Díaz Sandino. Va ser un dur cop per als militars revoltats, però van seguir endavant amb els seus plans.
Durant aquelles hores, grups de Guàrdies d'assalt i de milicians de la CNT ja esperaven la rebel·lió i se'ls havien unit militants del POUM i del PSUC. Davant d'això, les tropes revoltades van afrontar des del primer moment ferotges combats de carrer, i van poder prendre alguns punts estratègics de la ciutat (el Castell de Montjuic, l'Edifici de Telefónica i la Plaça de Catalunya, l'Hotel Ritz, la Plaça d'Espanya, l'Hotel Colom i les Drassanes Reials de Barcelona) només després de patir greus baixes. Tanmateix, aquests no constituïen més que una sèrie de punts aïllats entre ells, ja que es trobaven bloquejats per barricades i situats massa lluny els uns dels altres per a poder ajudar-se entre si. Els reforços dels regiments d'artilleria enviats per reforçar les tropes de López-Amor no van poder muntar les seves peces d'artilleria i la lluita va continuar al llarg del dia. La plaça de Catalunya va quedar coberta de cavalls i homes morts.
Cap al migdia, els militars rebels havien perdut el control d'alguns dels edificis que havien conquerit i el seu domini s'estenia amb prou feines ja a un parell d'edificis. En aquell moment la lluita semblava estancada, i era inviable per a Goded i els seus homes vèncer les milícies obreres i dominar la ciutat. A les dues de la tarda, quan semblava obvi que els rebels no podrien vèncer, la Guàrdia Civil es va posar del costat de la Generalitat i es va llançar al carrer per socórrer les milícies, trencant l'equilibri en contra dels revoltats. Poc després els hotels Ritz i Colom, així com l'edifici de Telefónica, van ser presos per les milícies. Assetjades la Capitania General i els edificis presos pels rebels, els guàrdies d'assalt i les milícies van detenir el Regiment d'Artilleria de Muntanya N° 1, aquarterat en els molls del port però que acudia a socórrer els rebels del centre de la ciutat, i van convèncer els soldats d'una bateria del Regiment perquè abandonessin els seus oficials, indicant-los que aquests els havien enganyat sobre les seves motivacions reals. Després d'això, els milicians van comptar amb el suport de peces d'artilleria i l'adhesió de reclutes i soldats de les unitats revoltades.
A les onze del matí el general Manuel Goded va arribar al port de Barcelona en el seu hidroavió procedent de Palma, on havia aconseguit el control de l'illa sense pràcticament disparar un sol tret. El Coronel Jacobo Roldán el va anar a rebre i li va dir que els soldats estaven lluitant bé, però només Déu sap el que ocorrerà quan s'assabentin que ens estem alçant contra la República. Ràpidament es va dirigir al vell edifici de la Capitania General, on va arrestar i va deposar el general Francisco Llano de la Encomienda, cap de la 4a Divisió Orgànica, que encara continuava fidel a la República. Però no va aconseguir inculcar prou valor als seus homes ni convèncer la Guàrdia Civil perquè es rebel·lés: el General Aranguren, cap de la Guàrdia Civil, va continuar afirmant que ell només obeiria les ordres de la Generalitat de Catalunya, mentre el Coronel Antonio Escobar (també de la Guàrdia Civil) es va posar a disposició del govern català. La situació de Goded no va millorar i cap al tard va ser assaltat l'edifici de la Capitania General, que Goded havia convertit en la seva caserna general i va ser pres després d'unes quantes canonades. El port i les seves instal·lacions estaven situats al costat de la Capitania i també van caure. Goded, que es va salvar de les ires populars gràcies a una famosa comunista de Barcelona, Caridad del Río (mare de Ramon Mercader), va ser capturat i se li va fer radiar una crida als seus seguidors en la qual, en un to digne encara que derrotat, els demanava que deposessin les armes, igual com havia fet Companys durant els Fets del sis d'octubre: 
| «               | La sort m'ha estat adversa i he caigut presoner; si voleu evitar que continuï el vessament de sang, quedeu deslligats del compromís que teníeu amb mi. | » |
| — General Goded | |   |

Goded parlà així per impedir que els seus seguidors de Mallorca enviessin l'ajut que sabia que li enviarien. La veu del general es va sentir a tot Espanya i va donar ànims als republicans. En les primeres hores de la nit, els rebels a Barcelona només resistien a la caserna de les drassanes, a prop del port, i la Caserna de Sant Andreu (amb el seu important arsenal militar), a uns quilòmetres del centre de la ciutat.

### 20 de juliol
El 20 de juliol seguien els combats en alguns punts, tot i que els revoltats tenien la batalla irremissiblement perduda. Cap al tard d'aquell dia, l'alçament ja havia estat plenament dominat. La caserna de Sant Andreu, el principal arsenal de Barcelona i seu del 7è Regiment Lleuger d'Artilleria, es va rendir als anarquistes durant la nit i va deixar a les seves mans uns 30.000 fusells. Després també es va sotmetre la Caserna de les Drassanes, després d'una llarga batalla. Durant els combats hi va haver dues morts assenyalades: el líder anarquista Francisco Ascaso va morir en una temerària càrrega durant l'assalt final, mentre que el germà del General Mola, el capità Ramón Mola, s'havia suïcidat la nit anterior. La mort d'Ascaso va ser un dur cop per a la moral del moviment anarquista, que estava eufòric per la seva victòria. Així va acabar la rebel·lió militar a Barcelona.

## Conseqüències
Després del fallit alçament a Barcelona, la ciutat va quedar pràcticament a les mans de les milícies obreres, que havien obtingut l'armament dels arsenals militars i disposaven d'una força d'homes armats molt superior a les forces de seguretat amb què podria comptar el Govern espanyol i la Generalitat. Així doncs, encara que les forces lleials havien aconseguit derrotar els revoltats, la realitat era que el moviment obrer havia pres el control de la ciutat i havia suplantat l'autoritat i poders de l'estat. A causa d'aquesta situació, la mateixa nit del 20 de juliol els dirigents anarquistes Joan Garcia Oliver, Diego Abad de Santillán i Buenaventura Durruti van visitar Companys amb motiu de la nova situació que s'havia creat. Companys podria haver emprat els Cossos de seguretat per obligar els obrers a tornar els fusells i municions que havien requisat, però es trobava en un terreny perillós i va preferir oferir als anarquistes la possibilitat de prendre el poder o col·laborar amb l'estat. Els líders anarquistes, malgrat l'experiència històrica del moviment llibertari, van optar per la segona opció, encara que l'estat va tenir poc poder de decisió com es demostraria en els següents mesos. D'aquí sortiria la creació del Comitè Central de Milícies Antifeixistes de Catalunya el 21 de juliol, el veritable govern a Barcelona durant molts mesos i el començament del que s'ha conegut com la Revolució Espanyola.
La situació, doncs, no la dominaven les institucions governamentals i durant els següents mesos tindrien lloc a la ciutat un gran nombre de conflictes i enfrontaments, en una escalada que acabaria desembocant en els Fets de maig del 1937. Per la seva part, els generals Goded i Fernández Burriel van ser sotmesos a consell de guerra per traïció i van morir afusellats l'agost de 1936. La sòlida implantació del control del bàndol republicà sobre Barcelona va permetre que les seves agències de contraespionatge reduïssin notablement les activitats de la cinquena columna afecta el bàndol revoltat, així com descobrir i arrestar gairebé tots els líders de Falange Espanyola que havien sobreviscut a la fallida insurrecció.